# Nils Poppe
Nils Poppe (Malmö, 31 de maio de 1908 — Helsingborg, 28 de junho de 2000) foi um ator, comediante, diretor de cinema, roteirista e diretor de teatro sueco. Ele é internacionalmente famoso por seu papel em O Sétimo Selo, de Ingmar Bergman, mas na Suécia sua carreira foi de grande destaque e participou de mais de 50 filmes no cinema e na TV.

## Biografia
Órfão desde criança, Poppe começou como um ator de teatro em papéis dramáticos em 1930, mas rapidamente percebeu que ele era mais adequado para comédia, revista, opereta e musical, especialmente porque ele também era um bom dançarino e cantor. Foi inclusiva comparado à Charlie Chaplin em diversas ocasiões. Em 1937, ele se mudou para o cinema e se tornou o principal comediante de filmes da Suécia durante a década de 1940. Consequentemente, a decisão de Ingmar Bergman de escalá-lo no Sétimo Selo surpreendeu muitos, mas com esse papel, Poppe mostrou que ele também podia transmitir muito calor e compaixão. Mais tarde, ele participaria de outro filme de Bergman, The Devil's Eye (1960).
Após algum tempo de inatividade no início dos anos 1960, ele assumiu a direção de um teatro ao ar livre em Helsingborg em 1966 e retornou ao palco. Através de um acordo com a televisão sueca, ele conseguiu tornar o teatro conhecido em todo o país e também revitalizou sua própria carreira. Aposentou-se do palco aos 85 anos, ainda capaz de dançar, mas alguns anos depois sofreu diversos derrames, o que o deixou cego, sem fala e imóvel. Ele morreu aos 92 anos de idade.

## Vida particular
Nils Poppe foi casado duas vezes; primeiro com a atriz Inga Landgré (1949-1959), e depois para a atriz Gunilla Poppe (nascida Sundberg) (1965-2000), que era 29 anos mais nova do que ele. Ele teve dois filhos com cada esposa e três deles se tornaram atores.

## Filmografia selecionada
- Skicka hem nr. 7 (1937)
- Melodina de Gamla Stan (1939)
- Beredskapspojkar (1940)
- Tre glada tokar (1942)
- Aktören (1943)
- Blåjackor (1945)
- Sten Stensson até o fim (1945)
- Ballongen (1946)
- Pengar - en tragikomisk saga (1946)
- Não desista (1947)
- Soldat Bom (1948)
- Pappa Bom (1949)
- Greven de Gränden (1949)
- Funcionário Aduaneiro Bom (1951)
- O Sétimo Selo (1957)
- O olho do diabo (1960)
- Sten Stensson kommer tillbaka (1963)